# NGC 6357
NGC 6357 (другие обозначения — ESO 392-SC10, CED 142) — эмиссионная туманность с рассеянным скоплением в созвездии Скорпион, которая находится на расстоянии 8000 световых лет от нас. Этот объект входит в число перечисленных в оригинальной редакции «Нового общего каталога».
Своими очертаниями NGC 6357 напоминает лангуста, поэтому в астрономической литературе она часто упоминается как туманность Омар (англ. Lobster Nebula).
Среди названий также встречаются «Война и мир», данное исследователями группы MSX и RCW131 по каталогу RCW.

## Характеристики
Туманность NGC 6357 была открыта в 1837 году Джоном Гершелем. В туманности находится регион активного звездообразования и множество «новорождённых» звёзд класса OB. В ней также обнаружены, по меньшей мере три звезды, превосходящих по массе наше Солнце в 100 раз; среди них — хорошо изученная Pismis 24-1.
В 2012 году астрономы обнаружили в скоплении двойную звезду Pismis 24-18, одна из компонент которой является источником мощного рентгеновского излучения. Как показали наблюдения, средний возраст звёзд в скоплении составляет около 1 миллиона лет.
В состав NGC 6357 входит скопление Pismis 24; ниже представлена таблица с некоторыми звёздами, входящими в его состав:
| Звезда (Pismis 24-#) | Спектральный класс | Величина (Mbol) | температура (K) | Радиус (R☉) | Масса (M☉) |
| -------------------- | ------------------ | --------------- | --------------- | ----------- | ---------- |
| 1NE                  | O3.5 If*           | −10.0           | 42,000          | 17          | 74         |
| 1SW                  | O4 III             | −9.8            | 41,500          | 16          | 66         |
| 2                    | O5.5 V(f)          | −8.9            | 40,000          | 12          | 43         |
| 3                    | O8 V               | −7.7            | 33,400          | 9           | 25         |
| 10                   | O9 V               | −7.2            | 31,500          | 8           | 20         |
| 12                   | B1 V               | −5.3            | 30,000          | 4           | 11         |
| 13                   | O6.5 III((f))      | −8.6            | 35,600          | 12          | 35         |
| 15                   | O8 V               | −7.8            | 33,400          | 10          | 25         |
| 16                   | O7.5 V             | −9.0            | 34,000          | 16          | 38         |
| 17                   | O3.5 III           | −10.1           | 42,700          | 17          | 78         |
| 18                   | B0.5 V             | −6.4            | 30,000          | 6           | 15         |
| 19                   | B0.5 V             | −5.4            | 30,000          | 4           | 11         |

## Галерея

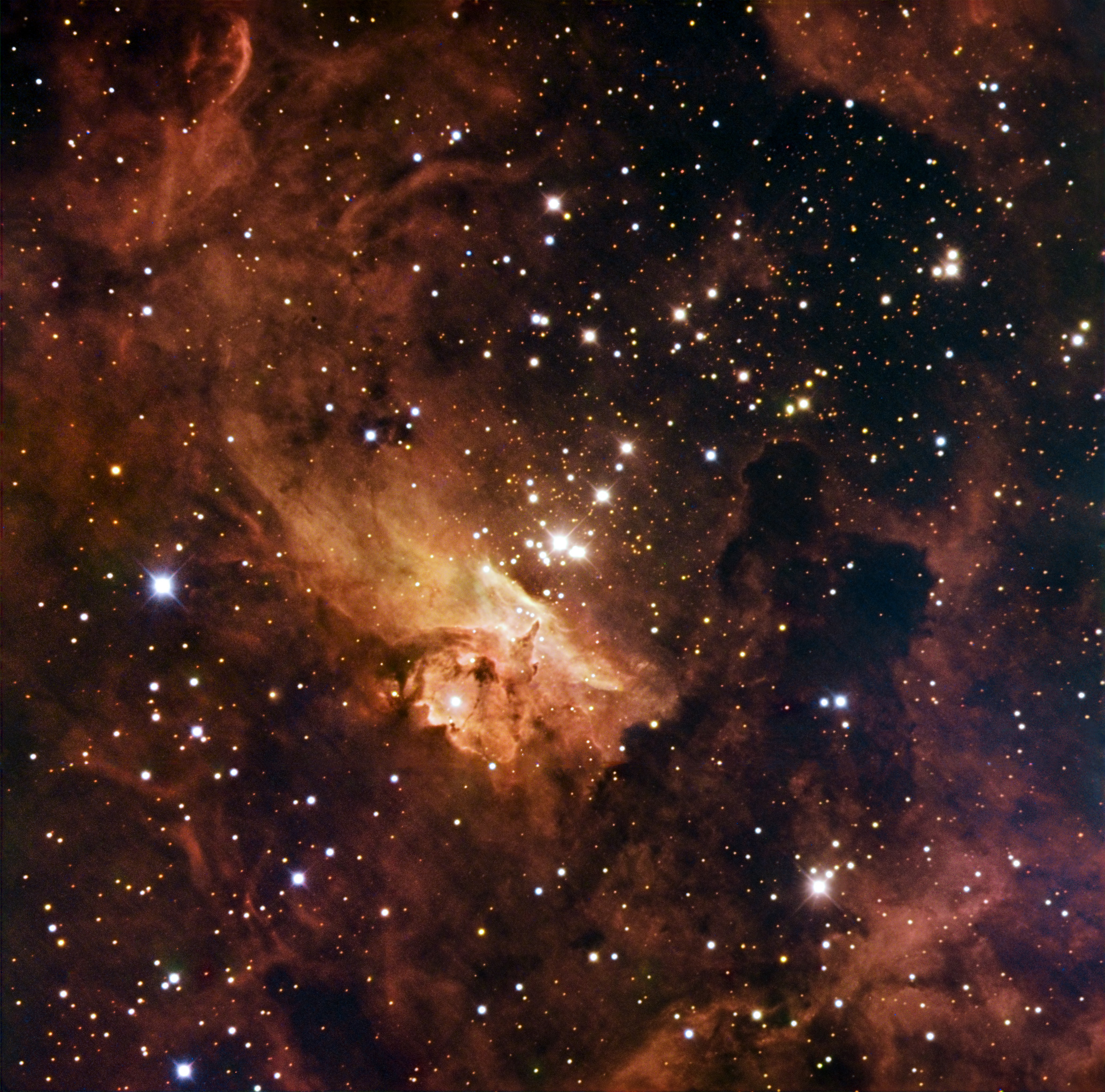
NGC 6357 и Pismis 24.
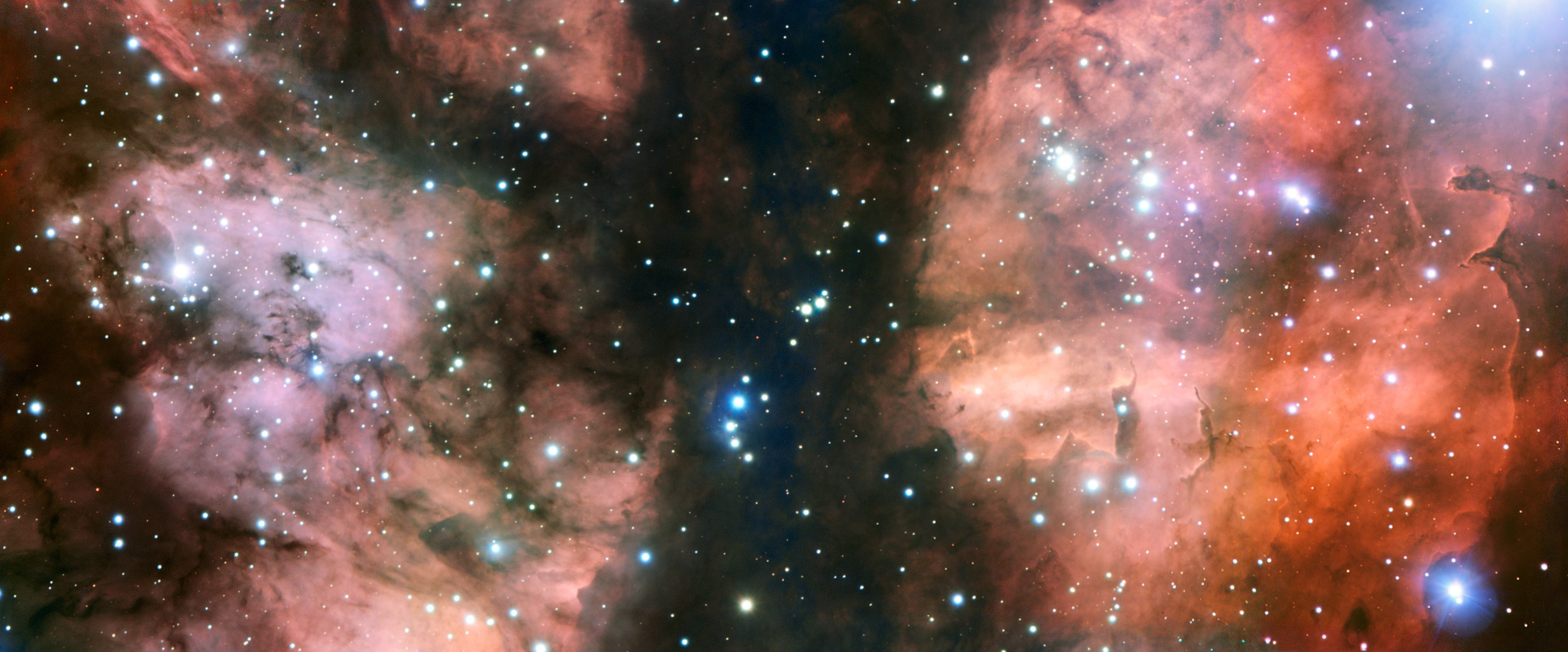
Новорождённые звёзды в туманности.
NGC 6357, видимая в инфракрасном излучении.
NGC 6357, снятая широкоугольной камерой.
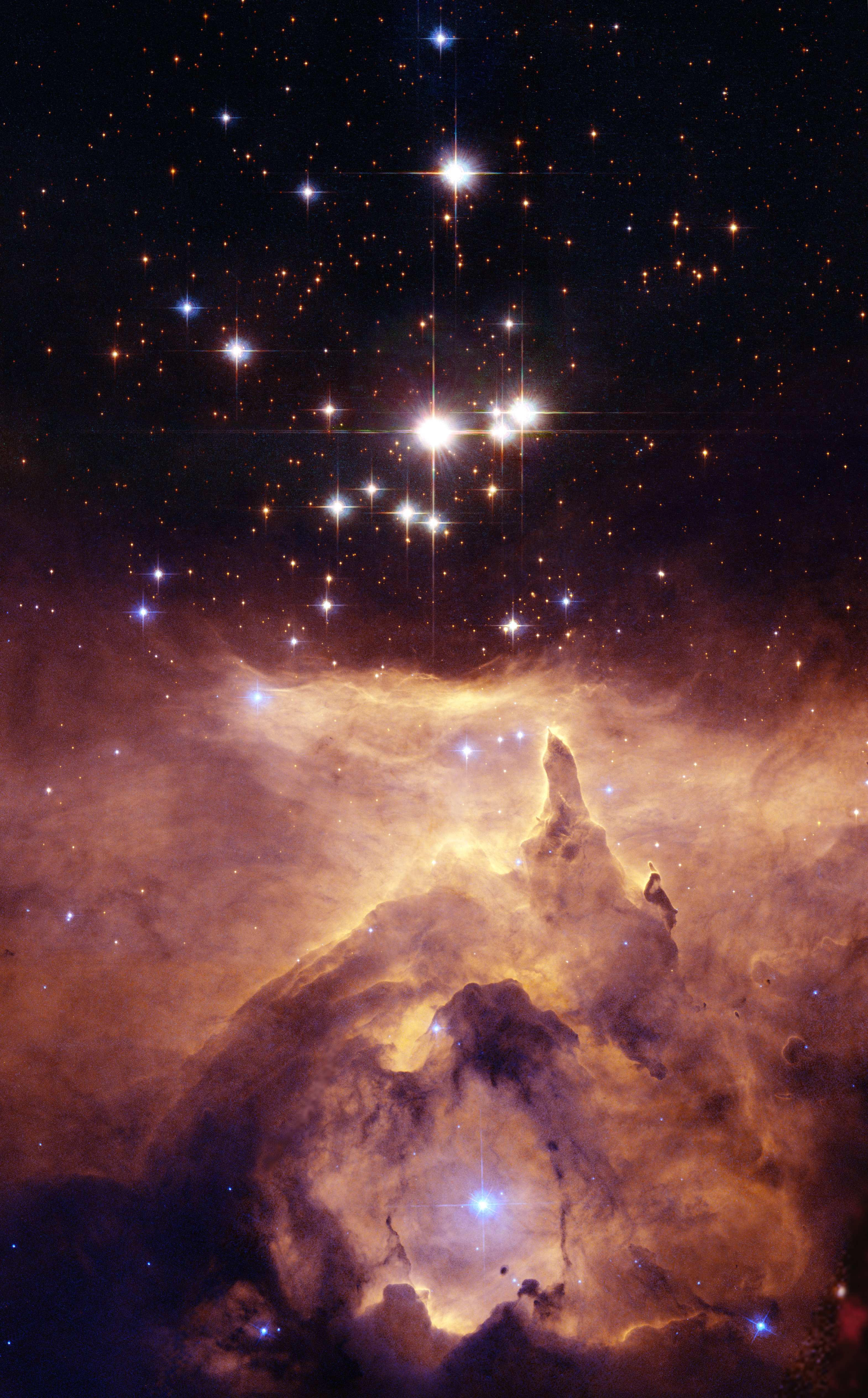